# 蘇嘉全
蘇 嘉全（そ かぜん、スー ジアーチュエン、1956年〈民国45年〉10月22日 - ）は、中華民国（台湾）の政治家（民主進歩党所属）。学位は修士（国立中山大学・2010年）。台湾日本関係協会会長。総統府秘書長、立法院長、内政部長（陳水扁政権）等を務めた。2012年中華民国総統選挙の副総統候補。

## 経歴
国立台湾海洋大学食品科学系卒。国立中山大学公共事務管理修士。
1986年、民主進歩党結党に参加。国民大会代表・立法委員を経て、1997年から屏東県長を2期務め、2004年からは陳水扁政権下で内政部長、行政院農業委員会主任委員（閣僚級）を歴任した。
2010年5月、台中市長選挙に出馬し、国民党現職の胡志強に惜敗するも、善戦したことから注目された。
民進党秘書長（日本での党幹事長に相当）を経て、2011年9月10日、2012年1月の総統選に出馬する蔡英文党主席から副総統候補に正式指名された。
2012年1月14日、2012年中華民国総統選挙に副総統候補として蔡英文と出馬するも、落選。
2016年2月1日、立法院長に選出される。
2020年1月31日、立法院長退任。5月20日の第2次蔡英文政権発足に伴い陳菊に代わる総統府秘書長（日本の官房長官に相当）に就任。8月2日、甥で立法委員の蘇震清が収賄容疑で捜査を受けたことを受け、総統府秘書長を辞職した。

### 日本との関連
2016年5月16日、立法院に新たに設立された超党派の対日交流議員連盟である、台日交流聯誼会の会長に就任。2022年5月27日には台湾日本関係協会の会長に就任。
2022年9月27日の故安倍晋三国葬儀に蘇嘉全が台湾代表として参列することが、日本国外務省により発表された。

## 選挙記録
| 年度 | 選挙                           | 選挙区                 | 所属政党   | 得票数    | 得票率 | 当選 | 注釈 |
| ---- | ------------------------------ | ---------------------- | ---------- | --------- | ------ | ---- | ---- |
| 1985 | 第11回屏東県議員選挙           |                        | 無党籍     |           |        |      |      |
| 1986 | 第1回国民大会代表第3次増額選挙 | 屏東県選挙区           | 無党籍     |           |        |      |      |
| 1992 | 第2回立法委員選挙              | 屏東県選挙区           | 民主進歩党 | 78,181    | 19.59% |      |      |
| 1995 | 第3回立法委員選挙              | 屏東県選挙区           | 民主進歩党 | 85,156    | 21.88% |      |      |
| 1997 | 第13回屏東県長選挙             | 屏東県                 | 民主進歩党 | 227,506   | 55.42% |      |      |
| 2001 | 第14回屏東県長選挙             | 屏東県                 | 民主進歩党 | 239,284   | 55.34% |      |      |
| 2010 | 第1回台中市長選挙              | 台中市                 | 民主進歩党 | 698,358   | 48.88% |      |      |
| 2012 | 第13期総統・副総統選挙         | 第13期総統・副総統選挙 | 民主進歩党 | 6,093,578 | 45.63% |      |      |
| 2016 | 第9回立法委員選挙              | 不分区および海外華僑枠 | 民主進歩党 | 5,370,953 | 44.06% |      |      |